# Schönermark (Nordwestuckermark)
Schönermark ist eine Ortschaft in der Gemeinde Nordwestuckermark im brandenburgischen Landkreis Uckermark. Sie ist Sitz der Gemeinde Nordwestuckermark.
Die Ortschaft tauchte erstmals 1321 in den Urkunden auf und war bereits zusammen mit dem benachbarten Arendsee ein sehr frühes Lehen der Familie von Winterfeld, beginnend mit dem Ritter Adam von Winterfeld. Schon früh hatte Schönermark einen Status als zentraler Ort für die umliegenden Ortschaften gehabt. Das zeigt sich nicht zuletzt an der Schönermarker Feldsteinkirche, die als Mutterkirche für viele der umgebenden Gemeinden besonders aufwändig gestaltet wurde. Hervorzuheben sind dort unter anderem die plastisch gestalteten Grabplatten aus dem 16. und 17. Jahrhundert.
1686 kam das Gut in den Besitz der Grafen von Schlippenbach. 1723 wurde hier der General Karl Friedrich von Schlippenbach beigesetzt. In der von Wall und Graben umgebenen Wasserburg ist heute die Gemeindeverwaltung von Nordwestuckermark untergebracht.
Das 1838 unter Graf Albert von Schlippenbach (1800–1886) neu entstandene Vorwerk Wilhelmshof gehörte seit den 1950er Jahren zur Gemeinde Schönermark. Albert von Schlippenbach war ein bedeutender Dichter und Schriftsteller. Er stiftete 1848 das Fideikommiss Schönermark, mit Arendsee, Christianenhof, Raakow, Wilhelmshof, Wittstock und Ferdinandshorst. Das Rittergut Schönermark allein umfasste um 1880 etwa eine amtliche Größe von 610 ha, davon 50 ha Wald.
Nutznießer, Erbe und zweiter Fideikommissherr wurde der Neffe sowie spätere General Karl Graf Schlippenbach (1830–1908). Dann folgte dessen Sohn Wilhelm Graf Schlippenbach (1854–1917), der Enkel Carl-Wilhelm Graf Schlippenbach (1905–1937), verheiratet mit Christa-Maria Senfft von Pilsach. Letzter Grundbesitzer war Carl-Christoph Graf Schlippenbach.
Die Kollektivierung der Landwirtschaft in Form von LPGs wurde in den beiden Orten bereits 1960 abgeschlossen. Zu DDR-Zeiten war hier das modernste Futterpelletwerk des Landes angesiedelt. Im Zuge der brandenburgischen Gebietsreform wurde die Gemeinde Schönermark gemeinsam mit dem Ortsteil Wilhelmshof am 1. November 2001 in die neugebildete Gemeinde Nordwestuckermark eingegliedert, deren Hauptort Schönermark wurde.